# Gwda
Gwda (německy Küddow) je řeka ve Polsku (Velkopolské, Pomořské, Západopomořanské vojvodství). Je 105 km dlouhá. Povodí má rozlohu 4 943 km². Protéká územím Západopomořanského a Velkopolského vojvodství a částečně tvoří hranici druhého jmenovaného s Pomořským vojvodstvím. Teče mezi Wałeckým pojezeřím a Krajeńským pojezeřím, které jsou součástí Pomořského pojezeří.

## Průběh toku
Pramení poblíž vesnice Porost (u silnice č. 25, úsek Bobolice - Biały Bór). Protéká jezerem Przybyszewko a u vesnice Grąbczyn ústí do jezera Wierzchowo. Dále teče podél silnice č. 11 jižním směrem na Szczecinek a po přibližně 5 km ústí do jezera Wielimie. Poblíž vesnice Gwda Mała přijímá své rameno Dołga, které protéká přes jezero Dołgie. Níže Gwda křižuje silnice č. 20 a zároveň železnici Szczecinek- Miastko- Słupsk a teče na jih přibližně 2,5 km podél železnice Szczecinek- Czarne- Chojnice. Nedaleko vesnice Łubnica přijímá svůj největší přítok Czernici a až k vesnici Lędyczek tvoří hranici mezi vojvodstvími (Velkopolské vojvodství i Pomořské vojvodství). Dále teče podél silnic č. 22 a č. 11, okolo města Jastrowie a vesnice Tarnówka. Protéká vesnicí Płytnica a přibližně 9 km jižně přes vesnici Piła. Ve městě Ujście ústí zprava do řeky Noteć.

## Přítoky
Od pramene k ústí to jsou:
- zleva – Dołga, Czernica, Szczyra, Dobrzynka, Głomia
- zprava – Nizica, Czarna, Płytnica, Rurzyca, Piława

## Využití
Na řece byla vybudována vodní elektrárna. Od jezera Wierzchowo až k městu Ujście je sjízdná pro kajaky.